# Distrito de Aucará
El distrito de Aucará es uno de los veintiuno que conforman la provincia de Lucanas, ubicada en el departamento de Ayacucho, en el Sur del Perú.
Su capital, la localidad de Aucará, hoy en día también es conocida como "La perla del valle del Sondondo".

## Historia
El distrito fue creado en los primeros años de la República. Su capital es el centro poblado de Aucara.

## Ubicación política y geográfica
Está ubicado en la región de la sierra sur, al norte de la provincia de Lucanas y sur de Huamanga, capital del departamento de Ayacucho.

### Ubicación política
- País: Perú
- Departamento: Ayacucho
- Provincia: Lucanas
- Distrito: Aucara

#### Centros poblados
- Mayoluren
- Pampamarca

- Chacralla
- Ishua
- Santa Ana

#### Caseríos
- San José de Amaycca
- Santa Isabel de Chapa
- Santa Cruz de Accenana
- Santa Cruz de Umalla
- Santa Cruz de Orccosa
- San Salvador de Taccya
- Sol de los Andes

### Ubicación geográfica
El distrito de Aucará tiene una superficie territorial de 79,034,00 hectáreas, incluidos los anexos y caseríos, el 60 % corresponden a la región Sierra en zona alta y 47,000.00 hectáreas en zona intermedia. Comprende tres pisos ecológicos, con presencia clara del yunga fluvial, quechua, suni, puna, janca y cordillera, con altitudes que van desde los 3,000 hasta los 5,000 m s. n. m.
- Altitud: 3,231 m s. n. m.
- Latitud: 14°16′52″.
- Longitud: 73°58′29″.

## Autoridades

### Alcalde
2023-2026 : PORFIRIO QUISPE URBANO

## Festividades
- 1 de mayo - Señor de Untuna. Patrón de Aucara y del valle de Sondondo.
- Festival del Chimaycha Pukllaycha
- Yaku Raymi
- Tarpuy Raymi
- Qaylleq
- Pascua (machuq y qaylliq)-Pastores y waylias